# Ryukyua
Ryukyua är ett släkte av kräftdjur. Ryukyua ingår i familjen Cymothoidae.
Kladogram enligt Catalogue of Life:
| Ryukyua | \| \| Ryukyua circularis \| \| \| \| \| \| Ryukyua globosa \| \| \| \| |
|         | \| \| Ryukyua circularis \| \| \| \| \| \| Ryukyua globosa \| \| \| \| |
|         | Ryukyua circularis                                                     |
|         |                                                                        |
|         | Ryukyua globosa                                                        |
|         |                                                                        |